# Leptomiopteryx dispar
Leptomiopteryx dispar es una especie de mantis de la familia Thespidae.

## Distribución geográfica
Se encuentra en Brasil y en la Guayana Francesa.